# Gare de Carling
La gare de Carling est une gare ferroviaire française, fermée, de la ligne de Haguenau à Hargarten - Falck. Elle est située sur le territoire de la commune de Carling, dans le département de Moselle, en région Grand Est.
Elle est mise en service et ouverte au service des marchandises en 1866 par la Compagnie des chemins de fer de l'Est, puis est ouverte au service des voyageurs en 1882 par la Direction générale impériale des chemins de fer d'Alsace-Lorraine (EL). Par la suite, la gare a été fermée à une date indéterminée, et ses installations détruites en 1986.

## Situation ferroviaire
Établie à 244 mètres d'altitude, la gare fermée de Carling est située au point kilométrique (PK) 117,031 de la ligne de Haguenau à Hargarten - Falck, entre les gares ouvertes de Béning et de Creutzwald (cette dernière étant ouverte uniquement au service des marchandises). Depuis Béning, s'intercalent quatre gares, ou haltes, fermées aux voyageurs et aux marchandises : Merlebach-Freyming, Sainte-Fontaine, L'Hôpital et L'Hôpital-Puits-Neuf.

## Histoire
La gare de Carling est mise en service par la Compagnie des chemins de fer de l'Est, lorsqu'elle met en service, le 1er mai 1866, la section de Béning à Carling via Sarreguemines. Cette section, à voie unique, et la gare ne sont ouvertes qu'au service des marchandises.
Carling est toujours une gare terminus lorsque survient la Guerre franco-allemande de 1870 ; en 1871, elle est située dans le territoire annexé par l'Empire allemand. Le gouvernement allemand prend possession des infrastructures et gares de la Compagnie de l'Est, et accepte le principe qu'elle ait un droit à une indemnité pour la reprise des concessions ; « il consent à la déduire de l'indemnité de guerre ».
La Direction générale impériale des chemins de fer d'Alsace-Lorraine (EL), créée pour gérer les infrastructures ferroviaires des territoires annexés montre, en 1876, un nouvel intérêt au projet de prolongement de la ligne de Carling à Thionville. Le 8 mai 1878, le projet d'une nouvelle section de Carling à Hargarten-aux-Mines est officialisé par un décret. Carling devient une gare de passage le 1er mai 1882, lors de l'inauguration des 9 km, à voie unique, permettant de rejoindre la gare de Hargarten - Falck. La ligne et la gare sont donc ouvertes aux services des voyageurs et des marchandises.
La gare dispose alors d'un bâtiment construit par l'administration allemande, tel qu'il apparaît sur les élévations relevées lors d'une inspection faite le 7 avril 1897.

Bahnhof Karlingen
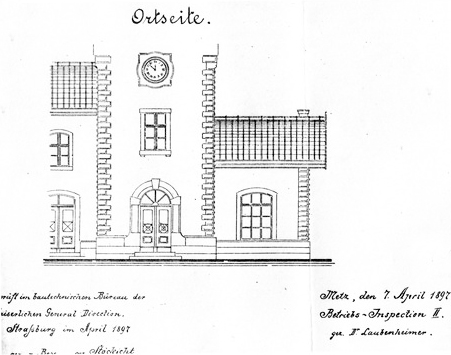
Côté cour (1897).
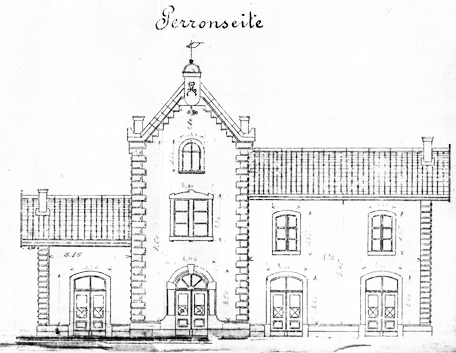
Côté quais (1897).
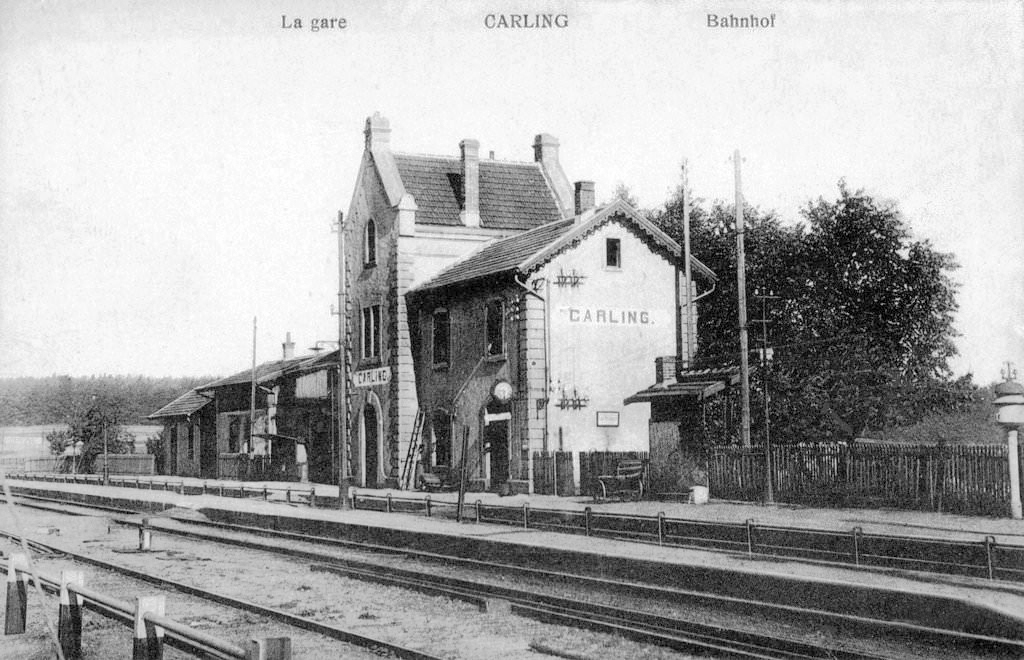
Dans les années 1900.

Le bâtiment de la gare est détruit le 25 novembre 1986.

## Patrimoine ferroviaire
En 2018, le bâtiment et les installations ont disparu ; quelques barrières subsistent près du passage à niveau, mais seule l'enseigne « Café Restaurant de la Gare », apposée sur un bâtiment voisin, rappelle l'existence de la gare sur ce site.